# Temps de cerveau humain disponible
Le « temps de cerveau humain disponible », selon l'expression formulée en 2004 par Patrick Le Lay, alors président-directeur général du groupe TF1, est ce que la chaîne de télévision TF1 vendait à ses annonceurs : « Ce que nous vendons à Coca-Cola, c'est du temps de cerveau humain disponible ». 
Cette ressource serait ainsi ce qu'une entreprise ou une marque chercherait à acquérir lorsqu'elle paie pour diffuser une publicité télévisée, généralement sous la forme de spots publicitaires. Cette expression a subi par la suite une très importante médiatisation, que son auteur n’avait probablement pas prévue (estimant, par la suite, qu'il « aur[ait] dû [se] taire »).

## Citation originalein extenso
« Il y a beaucoup de façons de parler de la télévision. Mais dans une perspective business, soyons réaliste : à la base, le métier de TF1, c'est d'aider Coca-Cola, par exemple, à vendre son produit. 
Or, pour qu'un message publicitaire soit perçu, il faut que le cerveau du téléspectateur soit disponible. Nos émissions ont pour vocation de le rendre disponible : c'est-à-dire de le divertir, de le détendre pour le préparer entre deux messages. Ce que nous vendons à Coca-Cola, c'est du temps de cerveau humain disponible.
Rien n'est plus difficile que d'obtenir cette disponibilité. C'est là que se trouve le changement permanent. Il faut chercher en permanence les programmes qui marchent, suivre les modes, surfer sur les tendances, dans un contexte où l'information s'accélère, se multiplie et se banalise.
La télévision, c'est une activité sans mémoire. Si l'on compare cette industrie à celle de l'automobile, par exemple, pour un constructeur d'autos, le processus de création est bien plus lent ; et si son véhicule est un succès il aura au moins le loisir de le savourer. Nous, nous n'en aurons même pas le temps !
Tout se joue chaque jour, sur les chiffres d'audience. Nous sommes le seul produit au monde où l'on « connaît » ses clients à la seconde, après un délai de 24 heures. »

— Extrait du livre Les dirigeants face au changement, Éditions du Huitième jour, 2004.

## Historique
La formule de Patrick Le Lay est apparue dans un ouvrage d'un chef d'entreprise, intitulé Les Dirigeants face au changement, paru aux Éditions du Huitième Jour,. Elle y conclut un développement autour de l'idée que « pour qu'un message publicitaire soit perçu, il faut que le cerveau du téléspectateur soit disponible » et que les émissions de télévision ont donc pour vocation de susciter cette disponibilité, par le divertissement et la détente, « pour le préparer entre deux messages. » La phrase, qui résume son activité du point de vue du groupe TF1, pose que : « Ce que nous vendons à Coca-Cola, c'est du temps de cerveau humain disponible. »
La polémique fut relayée notamment par Les Guignols de l'info et plus globalement par les opposants à la domination de TF1 sur l'audiovisuel français. Ceux-ci reprirent les propos sous la forme raccourcie : « Notre boulot, c'est de vendre à Coca-Cola du temps de cerveau humain disponible », mettant en parallèle TF1 et les « world companies ».
Patrick Le Lay donna par la suite quelques explications dans un entretien pour Télérama en septembre 2004. Il reconnaît « que cette formule était un peu caricaturale et étroite ». Il poursuit en affirmant que :

« Le métier de TF1, c'est l'information et le programme (fiction divertissement, sport, magazines de découverte). Nous sommes une grande chaîne populaire et familiale dont l'objectif est de plaire à un maximum d'audience. Nous vivons de la publicité, mais ce sont nos clients qui mettent au point les spots que nous diffusons. En réalité, que vendons-nous réellement à nos clients ? Du temps d'antenne. La logique de TF1 est une logique de puissance. Nous vendons à nos clients une audience de masse, un nombre d'individus susceptibles de regarder un spot de publicité. Pour les annonceurs, le temps d'antenne ne représente rien d'autre que des contacts clients. De l'attention humaine. En particulier celle de la fameuse ménagère de moins de 50 ans, largement décisionnaire dans les achats de produits alimentaires, entretien ménager et de beauté. »

## Postérité
L'expression est rapidement devenue célèbre en France : dès 2005 par exemple, elle est utilisée par l'écrivain Christophe Tison comme titre pour un roman qu'il publie chez Grasset et dont l'action se passe dans le monde de la télévision.
La phrase a également été reprise, à but de dénonciation, par différents médias, associations ou collectifs : 
- Henri Maler de l'association Acrimed indique en conclusion d'un article consacré à la petite phrase que « si les médias en lutte contre la prostitution de leur activité s’éveillent, cela devrait s’entendre : ils appelleront à des actions de masse contre la concentration des médias et pour la réappropriation démocratique de TF1[6]. »
- Bernard Stiegler, dans les colonnes du Monde diplomatique, condamne des propos « effroyables de cynisme et de vulgarité »[7] ;
- Depuis 2013, les Déboulonneurs de Lille organisent chaque année un festival antipub intitulé Le Cerveau Disponible[8].

Le 8 avril 2016, la société de production française Bangumi, cofondée par Yann Barthès, dépose à l'Institut national de la propriété industrielle (INPI) l'expression « Temps de cerveau disponible », notamment dans les classes 38 (agence de presse, émissions télévisées) et 41 (divertissement, informations en matière de divertissement).

## Filmographie
- Le temps de cerveau disponible, film documentaire réalisé en 2010 par Jean-Robert Viallet et Christophe Nick, avec Bernard Stiegler.